# Word Is Out
Word Is Out este o melodie pop lansată de Kylie Minogue de pe albumul Let's Get to It. A fost primul single, devenind un hit de top20 în Marea Britanie, punând capăt șirului de hituri top10.